# Helmut Berger
Helmut Steinberger (Bad Ischl, Austria, 29 de mayo de 1944-Salzburgo, ibíd., 18 de mayo de 2023), conocido como Helmut Berger, fue un actor austriaco, conocido sobre todo por su participación en varias películas de Luchino Visconti. Fue considerado un símbolo sexual en las décadas de 1960 y 1970.

## Inicios y éxitos con Visconti

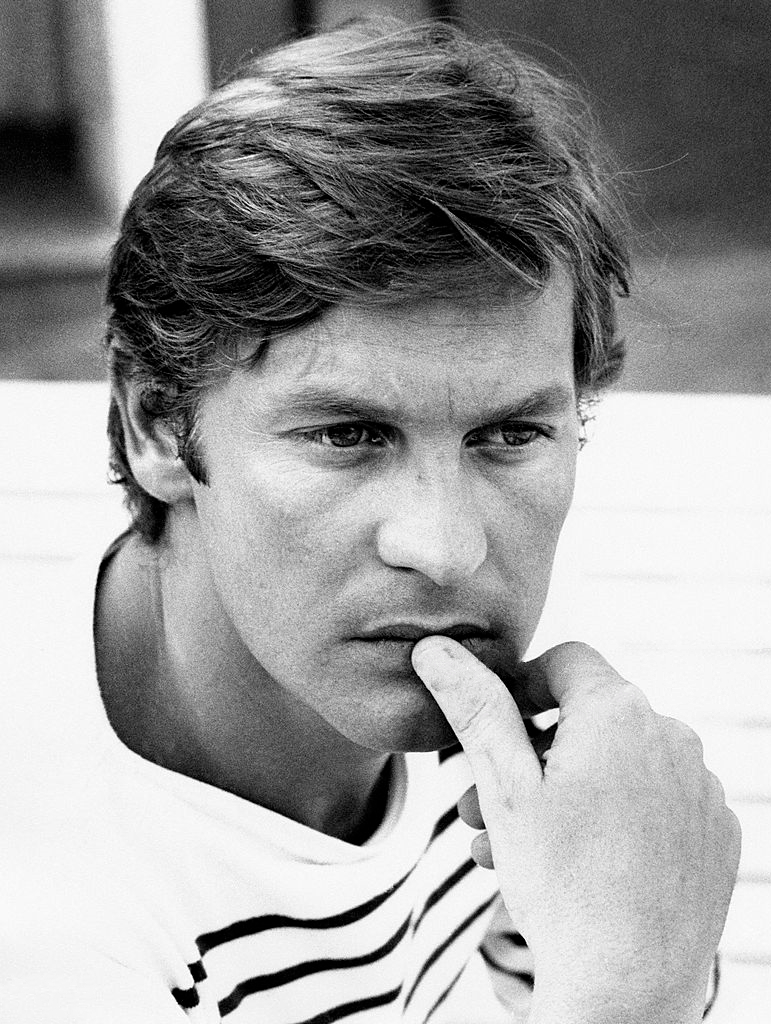
Helmut Berger, en 1973.

Nació en el seno de una familia pudiente y dedicada al negocio de la hostelería. Fue registrado con el nombre de Helmut Steinberger. Se educó muy espartanamente con los maristas de Friburgo, donde se mostró tan reacio a esa disciplina que se fugó y, en vez de volver a casa y seguir en el negocio familiar, se marchó al brillante Londres de su época, viviendo a salto de mata. En 1964 conoció a Luchino Visconti en Roma, después de haber estado en Perugia, donde estudiaba idiomas (Berger dominaba el francés, el inglés y el italiano, además de su nativo alemán). Visconti acababa de ser abandonado por su pareja anterior, Alain Delon, estaba rodando Vaghe stelle dell'Orsa (1965), y se enamoró de él. Pronto se convirtió en amante del director, quien le legaría su herencia y le prometió educarlo como actor y dirigir su carrera, aunque tuvo que soportar hasta su muerte los desplantes, abandonos y las adicciones de Berger a todo tipo de sustancias. Berger siempre se definió como bisexual.[cita requerida]
Sus primeras películas le revelaron como un actor de gran prestancia física. Una de las que le hicieron saltar a la fama fue La caída de los dioses, de Visconti (1969), donde interpretaba un papel que, pese a resultar «escandaloso para la época» (travestido en la fiesta de la primera escena, empresario nazi, incestuoso y pedófilo), fue un gran éxito debido a que la firma de Visconti, uno de los creadores del neorrealismo italiano, valía mucho y porque la película reflejaba la connivencia de grandes industriales alemanes, como los Krupp, con el nazismo.[cita requerida]
Al año siguiente, en 1970, protagonizó una de las muchas películas que se han hecho de la novela El retrato de Dorian Gray de Oscar Wilde, dirigida por Massimo Dallamno, titulada como la novela homónima y ambientada en los años setenta. Los fotomontajes que se hicieron para la promoción del filme fueron considerados atrevidos, mostrando al actor y a la actriz Marie Liljedahl, quien interpretaba a Sybil Vane, juntos, desnudos y en otras poses.[cita requerida]
En 1972 volvió a colaborar con Visconti en la película Ludwig, biografía del rey Luis II de Baviera. Visconti, conde de Modrone y de "rancio abolengo", comunista de ideología, compartía con el rey la homosexualidad. Sin embargo, desmarcándose de la tradición que siempre había representado a Luis II como "el rey virgen" (en Alemania), el rey romántico por excelencia (Luis Cernuda) o ambas cosas, muestra cómo el paso del tiempo va deteriorando física y mentalmente al monarca; cómo fue el mecenas que apoyó al compositor Richard Wagner para que pudiera hacer carrera y levantar un teatro a su medida en Bayreuth; su relación con su prima, la emperatriz Isabel de Austria-Hungría Sissi (Romy Schneider), y su fantasiosa vida en los palacios que hizo construir (como el castillo de Neuschwanstein, rodeado de atractivos artistas y soldados. No se olvida de la derrota militar junto a Austria y frente a Prusia, así como de su resistencia a integrar Baviera en el II Reich. Visconti no se apunta a la tesis del suicidio del monarca, y deja la puerta abierta al asesinato. Silvana Mangano interpreta a la amante de Richard Wagner.[cita requerida]

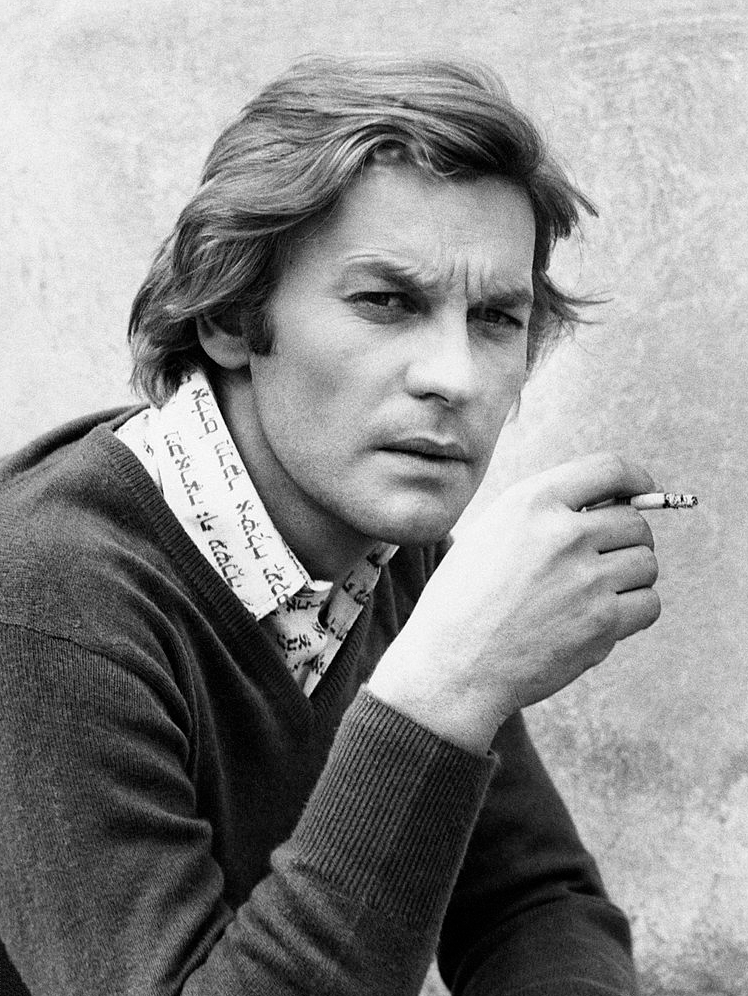
Helmut Berger, en 1974.

En 1974, Berger actuó junto a Burt Lancaster en Gruppo di famiglia in un interno, de Visconti. La historia de esta película se considera a menudo como una alegoría de la relación personal entre Berger y Visconti. En varias ocasiones Berger mencionó esta película como su favorita.[cita requerida]

## Etapa posterior
En 1973 rodó Miércoles de ceniza con Elizabeth Taylor y Henry Fonda. A la muerte de Visconti en 1976 sufrió una depresión e intentó suicidarse al cumplirse el primer aniversario.[cita requerida]
Trabajó con regularidad, pero sus papeles son secundarios o sus películas no se distribuyen en España; se pueden citar la erótica Salón Kitty, de Tinto Brass, y Los depredadores de la noche, de Jess Franco. Encasillado como actor decadente, declaró a la periodista Pilar Eyre: Io sono stanco de la mia faccia / "Estoy harto de mi propia cara", y haber tenido una relación con la actriz suiza Ursula Andress y otra con la actriz austriaca Marisa Mell.[cita requerida]
Uno de sus papeles más recordados, tras el fallecimiento de Visconti, fue el de Frederick Keinszig en la película de Francis Ford Coppola El padrino III, en 1990. También participó en algunos episodios de la popular serie de televisión Dinastía y en otras ficciones televisivas.
En 1994 contrajo matrimonio con la actriz Francesca Guidato. Siempre se refirió a sí mismo como el «viudo de Visconti».

## Vida personal
Berger era abiertamente bisexual. Estuvo en una relación con su director y mentor Luchino Visconti y la actriz Marisa Berenson. Berger se casó con la escritora y modelo italiana Francesca Guidato el 19 de noviembre de 1994. A partir de 2010 vivieron separados. Berger vivió durante muchos años en Roma, pero regresó a Salzburgo en la década de 2000 para cuidar de su anciana madre.[cita requerida]
A finales de las décadas de 1960 y 1970, Berger era visto como el "it boy de la jet set europea". Según su autobiografía de 1998 Ich. Die Autobiographie, los affaires del actor incluyeron aventuras con Rudolf Nureyev, Britt Ekland, Ursula Andress, Nathalie Delon, Tab Hunter, Florinda Bolkan, Linda Blair, Marisa Mell, Anita Pallenberg, Marilù Tolo, Jerry Hall y tanto Bianca Jagger como Mick Jagger. Miguel Bosé escribesobre su romance con Berger en su autobiografía.
Desde la década de 1980, la vida privada de Berger también fue noticia por su lucha contra el alcohol y las drogas, lo que a veces resultó en apariciones televisivas excéntricas y controvertidas. En 2013, Berger apareció en Ich bin ein Star - Holt mich hier raus!, la versión alemana de I'm a Celebrity.... Tuvo que retirarse, por razones de salud, después de solo dos días.

## Muerte
Berger murió el 18 de mayo de 2023, a la edad de 78 años.

## Filmografía
- 1967 - Le streghe (Luchino Visconti)
- 1968 - The young Tigers (Antonio Leonviola)
- 1968 - Sai cosa faceva Stalin alle donne? (Maurizio Liverani)
- 1969 - La caída de los dioses (Luchino Visconti)
- 1970 - Il dio chiamato Dorian (Massimo Dallamano)
- 1970 - El jardín de los Finzi-Contini (Vittorio De Sica)
- 1971 - Un beau monstre (Sergio Gobbi)
- 1971 - Una mariposa con las alas ensangrentadas (Duccio Tessari)
- 1972 - Ludwig (Luchino Visconti)
- 1972 - La colonna infame (Nelo Risi)
- 1973 - Les voraces (Sergio Gobbi)
- 1973 - Ash Wednesday (Larry Peerce)
- 1973 - Reigen (Otto Schenk)
- 1974 - Gruppo di famiglia in un interno (Luchino Visconti)
- 1975 - El clan de los inmorales (José G. Maesso)
- 1975 - The Romantic Englishwoman (Joseph Losey)
- 1976 - Salón Kitty (Tinto Brass)
- 1976 - Victory at Entebbe (Marvin Chomsky)
- 1977 - La belva col mitra (Sergio Grieco)
- 1978 - Il quinto comandamento (Duccio Tessari)
- 1978 - Il grande attaco/La gran batalla (Umberto Lenzi)
- 1979 - Le rose di Danzica (Alberto Bevilacqua)
- 1980 - Fantomas (Claude Chabrol)
- 1981 - Mia moglie è una strega (Castellano & Pipolo)
- 1982 - Deadly Game/Die Jäger (Károly Makk)
- 1982 - ¡Victoria! La gran aventura de un pueblo (Antoni Ribas)
- 1983 - Eroina (Massimo Pirri)
- 1983 - Femmes (Tana Kaleya)
- 1983 - ¡Victoria! 2. El frenesí del 17 (Antoni Ribas)
- 1983 - Veliki Transport/Misión de héroes (Veljko Bulajic)
- 1983/84 - Dinastía
- 1984 - ¡Victoria! 3. La razón y el arrebato (Antoni Ribas)
- 1985 - Code Name: Emerald (Jonathan Sanger)
- 1988 - Los depredadores de la noche/Faceless (Jesús Franco)
- 1988 - Act of Revenge/La puritana/La maison des fantasmes/Scorpion's Kiss (Ninì Grassia)
- 1990 - El padrino III (Francis Ford Coppola)
- 1992 - Adelaide (Lucio Gaudino)
- 1993 - Boomtown (Christoph Schrewe)
- 1993 - Ludwig 1881 (Fosco Dubini / Donatello Dubini)
- 1995 - El caso Dreyfus (Yves Boisset)
- 1996 - Teo (Cinzia Th. Torrini)
- 1996 - La sombra del faraón (Souheil Ben Barka)
- 1996 - Last Cut/Ultimo taglio (Marcello Avallone)
- 1997 - Die 120 Tage von Bottrop/The 120 Days of Bottrop (Christoph Schlingensief, Monique Tissot)
- 1999 - Under the Palms (Miriam Kruishoop)
- 2002 - Zapping Alien (Vitus Zeplichal)
- 2004 - Honey Baby (Mika Kaurismäki)
- 2005 - Damals warst du still (Rainer Matsutani)
- 2009 - Zapping-Alien@Mozart-Balls (Vitus Zeplichal)
- 2009 - Blutsfreundschaft (Gustav Tritzinsky)
- 2009 - Iron Cross (Shrager/Vogler)
- 2011 - Mörderschwestern (Peter Kern)
- 2013 - Besser gehts nicht (narración y puesta en escena)
- 2013 - El violinista del diablo (Bernard Rose)
- 2014 - Saint Laurent (Bertrand Bonello)
- 2019 - Liberté (Albert Serra)

## Premios
Recibió el premio como mejor actor de reparto en el New York Film Critics Circle Awards y fue nominado como mejor actor masculino en el Golden Globe.